# الزبدة ومال الزبدة (فلم)
الزبدة ومال الزبدة (بالفرنسية: Le Beurre et l'argent du beurre) هو فيلم وثائقي فرنسي بوركيني، من إخراج أليدو باديني وفيليبب باكوي سنة 2007.

## القصة
يستكشف الفيلم تجارة زبدة الشيا المصنوعة من جوز شجرة الكريتة، وهي مصدر نقدي لمزارعي الكفاف في بوركينا فاسو. اللوز والزبدة المستخرجة من المكسرات تستخدم في الطبخ والعناية بالجسم. على الرغم من المحاولات التي بُذلت لتطبيق مبادئ "التجارة العادلة"، يتساءل الفيلم عما إذا كان القرويون يستطيعون عمليًا الهروب من القوة العنيفة للسوق.

## الاستقبال
تم عرض الفيلم في مهرجان أميان السينمائي الدولي، وفي مهرجان السينما الإفريقية بقرطبة. وحصل على جائزة لجنة التحكيم الكبرى في مهرجان نيامي السينمائي البيئي الدولي.